# Dyskografia Stray Kids
Dyskografia Stray Kids – południowokoreańskiej grupy – obejmuje cztery albumy studyjne (trzy koreańskie i jeden japoński), cztery albumy kompilacyjne, jedną reedycje, trzynaście minialbumów (jedenaście koreańskich i dwa japońskie), dwa single albumy, oraz trzydzieści dwa single. Do października 2022 roku Stray Kids sprzedali ponad 10 milionów egzemplarzy swoich albumów, składających się z 9 400 000 egzemplarzy koreańskich i 820 000 japońskich. Międzynarodowa Federacja Przemysłu Fonograficznego (IFPI) sklasyfikowała Stray Kids na siódmym miejscu w rankingu najlepiej sprzedających się artystów roku 2022. 

## Albumy

### Albumy studyjne
| Rok                                            | Dane dot. albumu                                                                                                   | Najwyższa pozycja | Najwyższa pozycja | Najwyższa pozycja | Najwyższa pozycja | Najwyższa pozycja | Najwyższa pozycja | Najwyższa pozycja | Najwyższa pozycja | Najwyższa pozycja | Najwyższa pozycja | Najwyższa pozycja | Sprzedaż                                         |
| Rok                                            | Dane dot. albumu                                                                                                   | KOR (Circle)      | AUS               | CAN               | FRA               | GER               | JPN (Oricon)      | NZ                | UK                | POL               | US                | US World Albums   | Sprzedaż                                         |
| Koreańskie                                     | Koreańskie | Koreańskie        | Koreańskie        | Koreańskie        | Koreańskie        | Koreańskie        | Koreańskie        | Koreańskie        | Koreańskie        | Koreańskie        | Koreańskie        | Koreańskie        | Koreańskie                                       |
| ---------------------------------------------- | --- | ----------------- | ----------------- | ----------------- | ----------------- | ----------------- | ----------------- | ----------------- | ----------------- | ----------------- | ----------------- | ----------------- | ------------------------------------------------ |
| 2020                                           | Go Live - Wydany: 17 czerwca 2020 - Wytwórnia: JYP Entertainment - Format: CD, digital download, streaming         | 1                 | –                 | –                 | 54                | 13                | 6                 | –                 | –                 | 5                 | –                 | 4                 | - KOR: 686 156+ - JPN: 46 090+                   |
| 2021                                           | Noeasy - Wydany: 23 sierpnia 2021 - Wytwórnia: JYP Entertainment - Format: CD, digital download, streaming         | 1                 | 14                | –                 |                   | 64                | 2                 | –                 | –                 | 6                 | –                 | 5                 | - KOR: 1 698 240+ - JPN: 54 169+                 |
| 2023                                           | 5-Star - Wydany: 2 czerwca 2023 - Wytwórnia: JYP Entertainment, Republic - Format: CD, digital download, streaming | 1                 | 2                 | 10                | 1                 | 2                 | 2                 | 7                 | 40                | 1                 | 1                 | 1                 | - KOR: 5 242 486+ - JPN: 193 805+ - US: 389 000+ |
| Japońskie                                      | |                   |                   |                   |                   |                   |                   |                   |                   |                   |                   |                   |                                                  |
| 2023                                           | The Sound - Wydany: 22 lutego 2023 - Wytwórnia: Epic Japan - Format: CD, digital download, streaming               | –                 | –                 | –                 | –                 | –                 | 1                 | –                 | –                 | –                 | –                 | –                 | - JPN: 463 780+                                  |
| Wydania ponowne                                | |                   |                   |                   |                   |                   |                   |                   |                   |                   |                   |                   |                                                  |
| 2020                                           | In Life - Wydany: 14 września 2020 - Wytwórnia: JYP Entertainment - Format: CD, digital download, streaming        | 1                 | –                 | –                 | –                 | –                 | –                 | –                 | –                 | –                 | –                 | 4                 | - KOR: 746 597+                                  |
| "–" oznacza, że wydawnictwo nie było notowane. | |                   |                   |                   |                   |                   |                   |                   |                   |                   |                   |                   |                                                  |

### Albumy kompilacyjne
| Rok                                            | Dane dot. albumu | Najwyższa pozycja | Najwyższa pozycja | Sprzedaż        |
| Rok                                            | Dane dot. albumu | JPN (Oricon)      | US World Albums   | Sprzedaż        |
| Koreańskie                                     | Koreańskie | Koreańskie        | Koreańskie        | Koreańskie      |
| ---------------------------------------------- | --- | ----------------- | ----------------- | --------------- |
| 2021                                           | SKZ2021 - Wydany: 23 grudnia 2021 - Wytwórnia: JYP Entertainment - Format: digital download, streaming              | –                 | –                 |                 |
| 2022                                           | SKZ-Replay - Wydany: 21 grudnia 2022 - Wytwórnia: JYP Entertainment, Republic - Format: digital download, streaming | –                 | 11                |                 |
| Japońskie                                      | |                   |                   |                 |
| 2019                                           | Unveil Stray Kids - Wydany: 19 września 2019 - Wytwórnia: Epic Japan - Format: digital download, streaming          | –                 | –                 |                 |
| 2020                                           | SKZ2020 - Wydany: 18 marca 2020 - Wytwórnia: Epic Japan - Format: CD, digital download, streaming                   | 3                 | 14                | - KOR: 100 000+ |
| "–" oznacza, że wydawnictwo nie było notowane. | |                   |                   |                 |

### Minialbumy
| Rok                                            | Dane dot. albumu | Najwyższa pozycja | Najwyższa pozycja | Najwyższa pozycja | Najwyższa pozycja | Najwyższa pozycja | Najwyższa pozycja | Najwyższa pozycja | Najwyższa pozycja | Najwyższa pozycja | Najwyższa pozycja | Najwyższa pozycja | Sprzedaż                                         |
| Rok                                            | Dane dot. albumu | KOR (Circle)      | AUS               | CAN               | FRA               | GER               | JPN (Oricon)      | NZ                | UK                | POL               | US                | US World Albums   | Sprzedaż                                         |
| Koreańskie                                     | Koreańskie | Koreańskie        | Koreańskie        | Koreańskie        | Koreańskie        | Koreańskie        | Koreańskie        | Koreańskie        | Koreańskie        | Koreańskie        | Koreańskie        | Koreańskie        | Koreańskie                                       |
| ---------------------------------------------- | --- | ----------------- | ----------------- | ----------------- | ----------------- | ----------------- | ----------------- | ----------------- | ----------------- | ----------------- | ----------------- | ----------------- | ------------------------------------------------ |
| 2018                                           | Mixtape - Wydany: 8 stycznia 2018 - Wytwórnia: JYP Entertainment - Format: CD, digital download, streaming                           | 2                 | –                 | –                 | –                 | –                 | 47                | –                 | –                 | –                 | –                 | 2                 | - KOR: 169 714+ - JPN: 1063+                     |
| 2018                                           | I Am Not - Wydany: 26 marca 2018 - Wytwórnia: JYP Entertainment - Format: CD, digital download, streaming                            | 4                 | –                 | –                 | –                 | –                 | 61                | –                 | –                 | –                 | –                 | 5                 | - KOR: 311 953+                                  |
| 2018                                           | I Am Who - Wydany: 6 sierpnia 2018 - Wytwórnia: JYP Entertainment - Format: CD, digital download, streaming                          | 3                 | –                 | –                 | –                 | –                 | 34                | –                 | –                 | –                 | –                 | 5                 | - KOR: 284 366+ - JPN: 1474+                     |
| 2018                                           | I Am You - Wydany: 22 października 2018 - Wytwórnia: JYP Entertainment - Format: CD, digital download, streaming                     | 2                 | –                 | –                 | –                 | –                 | 34                | –                 | –                 | –                 | –                 | 8                 | - KOR: 315 415+ - JPN: 2234+ - US: 2000+         |
| 2019                                           | Clé 1: Miroh - Wydany: 25 marca 2019 - Wytwórnia: JYP Entertainment - Format: CD, digital download, streaming                        | 1                 | –                 | –                 | –                 | –                 | 15                | –                 | –                 | –                 | –                 | 3                 | - KOR: 354 796+ - JPN: 5856+                     |
| 2019                                           | Clé 2: Yellow Wood - Wydany: 19 czerwca 2019 - Wytwórnia: JYP Entertainment - Format: CD, digital download, streaming                | 2                 | –                 | –                 | –                 | –                 | 17                | –                 | –                 | 12                | –                 | 9                 | - KOR: 266 925+ - JPN: 3379+                     |
| 2019                                           | Clé: Levanter - Wydany: 9 grudnia 2019 - Wytwórnia: JYP Entertainment - Format: CD, digital download, streaming                      | 1                 | –                 | –                 | –                 | –                 | 17                | –                 | –                 | –                 | –                 | 9                 | - KOR: 416 345+ - JPN: 9116+                     |
| 2022                                           | Oddinary - Wydany: 18 marca 2022 - Wytwórnia: JYP Entertainment, Republic - Format: CD, digital download, streaming                  | 1                 | 92                | 20                | –                 | 43                | 4                 | 33                | 95                | 1                 | 1                 | 1                 | - KOR: 1 873 706+ - JPN: 64 464+ - US: 204 000+  |
| 2022                                           | Maxident - Wydany: 7 października 2022 - Wytwórnia: JYP Entertainment, Republic - Format: CD, digital download, streaming            | 1                 | 4                 | 18                | 99                | 73                | 3                 | 9                 | 85                | 1                 | 1                 | 1                 | - KOR: 3 439 911+ - JPN: 106 136+ - US: 200 500+ |
| 2023                                           | Rock-Star - Wydany: 10 listopada 2023 - Wytwórnia: JYP Entertainment, Republic - Format: CD, digital download, streaming             | 1                 | 2                 | 21                | 2                 | 2                 | 1                 | 11                | 69                | 1                 | 1                 | 1                 | - KOR: 4 256 838+ - JPN: 221 635+ - US: 490 000+ |
| 2024                                           | Ate - Wydany: 19 lipca 2024 - Wytwórnia: JYP Entertainment, Republic - Format: CD, digital download, streaming                       | 1                 | 2                 | 21                | 1                 | 2                 | 2                 | 9                 | 62                | 1                 | 1                 | 1                 | - KOR: 2 934 121+ - JPN: 152 171+ - US: 262 700+ |
| Japońskie                                      | |                   |                   |                   |                   |                   |                   |                   |                   |                   |                   |                   |                                                  |
| 2020                                           | All In - Wydany: 4 listopada 2020 - Wytwórnia: Epic Japan - Format: CD, digital download, streaming                                  | –                 | –                 | –                 | –                 | –                 | 2                 | –                 | –                 | –                 | –                 | –                 | - JPN: 100 000+                                  |
| 2022                                           | Circus - Wydany: 22 czerwca 2022 - Wytwórnia: Epic Japan - Format: CD, digital download, streaming                                   | –                 | –                 | –                 | –                 | –                 | 2                 | –                 | –                 | –                 | –                 | –                 | - JPN: 250 000+                                  |
| 2023                                           | Social Path / Super Bowl (Japanese Ver.) - Wydany: 6 września 2023 - Wytwórnia: Epic Japan - Format: CD, digital download, streaming | –                 | –                 | –                 | –                 | –                 | 1                 | –                 | –                 | –                 | –                 | –                 | - JPN: 506 212+                                  |
| "–" oznacza, że wydawnictwo nie było notowane. | |                   |                   |                   |                   |                   |                   |                   |                   |                   |                   |                   |                                                  |

### Single albumy
| Rok                                            | Dane dot. albumu | Najwyższa pozycja | Najwyższa pozycja | Sprzedaż        |
| Rok                                            | Dane dot. albumu | KOR (Circle)      | US Heat.          | Sprzedaż        |
| Koreańskie                                     | Koreańskie | Koreańskie        | Koreańskie        | Koreańskie      |
| ---------------------------------------------- | --- | ----------------- | ----------------- | --------------- |
| 2020                                           | Step Out of Clé - Wydany: 24 stycznia 2020 - Wytwórnia: JYP Entertainment - Format: digital download, streaming     | –                 | –                 |                 |
| 2021                                           | Christmas EveL - Wydany: 29 listopada 2021 - Wytwórnia: JYP Entertainment - Format: CD, digital download, streaming | 1                 | 25                | - KOR: 862 394+ |
| "–" oznacza, że wydawnictwo nie było notowane. | |                   |                   |                 |

## Single
| Rok                                                       | Tytuł                                    | Najwyższa pozycja | Najwyższa pozycja | Najwyższa pozycja | Najwyższa pozycja | Najwyższa pozycja | Najwyższa pozycja | Najwyższa pozycja | Najwyższa pozycja | Najwyższa pozycja | Album                                    |
| Rok                                                       | Tytuł                                    | Circle            | CAN               | JPN               | JAP Hot           | NZ Hot            | UK                | US World          | WW                | US                | Album                                    |
| Koreańskie                                                | Koreańskie                               | Koreańskie        | Koreańskie        | Koreańskie        | Koreańskie        | Koreańskie        | Koreańskie        | Koreańskie        | Koreańskie        | Koreańskie        | Koreańskie                               |
| --------------------------------------------------------- | ---------------------------------------- | ----------------- | ----------------- | ----------------- | ----------------- | ----------------- | ----------------- | ----------------- | ----------------- | ----------------- | ---------------------------------------- |
| 2017                                                      | „Hellevator”                             | –                 | –                 | –                 | –                 | –                 | –                 | 6                 | –                 | –                 | Mixtape                                  |
| 2018                                                      | „District 9”                             | –                 | –                 | –                 | –                 | –                 | –                 | 10                | –                 | –                 | I Am Not                                 |
| 2018                                                      | „My Pace”                                | –                 | –                 | –                 | 90                | –                 | –                 | 8                 | –                 | –                 | I Am Who                                 |
| 2018                                                      | „I Am You”                               | –                 | –                 | –                 | –                 | –                 | –                 | 19                | –                 | –                 | I Am You                                 |
| 2019                                                      | „Miroh”                                  | –                 | –                 | –                 | –                 | –                 | –                 | 2                 | –                 | –                 | Clé 1: Miroh                             |
| 2019                                                      | „Side Effects” (부작용)                  | –                 | –                 | –                 | –                 | –                 | –                 | 16                | –                 | –                 | Clé 2: Yellow Wood                       |
| 2019                                                      | „Double Knot”                            | –                 | –                 | –                 | –                 | –                 | –                 | 4                 | –                 | –                 | Clé: Levanter                            |
| 2019                                                      | „Neverending Story” (끝나지 않을 이야기) | –                 | –                 | –                 | –                 | –                 | –                 | 14                | –                 | –                 | Extraordinary You OST                    |
| 2019                                                      | „Levanter”(바람)                         | –                 | –                 | –                 | –                 | –                 | –                 | 5                 | –                 | –                 | Clé: Levanter                            |
| 2019                                                      | „Mixtape: Gone Days”                     | –                 | –                 | –                 | –                 | –                 | –                 | 8                 | –                 | –                 | Go Live                                  |
| 2020                                                      | „Mixtape: On Track” (바보라도 알아)      | –                 | –                 | –                 | –                 | –                 | –                 | 13                | –                 | –                 | Go Live                                  |
| 2020                                                      | „Top”                                    | –                 | –                 | 1                 | 8                 | –                 | –                 | 10                | –                 | –                 | Go Live i All In                         |
| 2020                                                      | „God's Menu” (神메뉴)                    | –                 | –                 | –                 | –                 | 24                | –                 | 4                 | –                 | –                 | Go Live                                  |
| 2020                                                      | „Hello Stranger”                         | –                 | –                 | –                 | –                 | –                 | –                 | 21                | –                 | –                 | Pop Out Boy! OST Part 1                  |
| 2020                                                      | „Back Door”                              | –                 | –                 | –                 | –                 | 23                | –                 | 2                 | 169               | –                 | In Life                                  |
| 2021                                                      | „Going Dumb” (z Alesso i Corsak)         | –                 | –                 | –                 | –                 | –                 | –                 | –                 | –                 | –                 | –                                        |
| 2021                                                      | „Mixtape: Oh”                            | –                 | –                 | –                 | –                 | –                 | –                 | 1                 | –                 | –                 | Noeasy                                   |
| 2021                                                      | „Thunderous”(소리꾼)                     | 33                | –                 | 2                 | 66                | –                 | –                 | 3                 | 80                | –                 | Noeasy i The Sound                       |
| 2021                                                      | „Christmas EveL”                         | 114               | –                 | –                 | –                 | –                 | –                 | 10                | –                 | –                 | Christmas EveL                           |
| 2021                                                      | „Winter Falls”                           | 151               | –                 | –                 | –                 | –                 | –                 | –                 | –                 | –                 | Christmas EveL                           |
| 2022                                                      | „Maniac”                                 | 29                | 79                | 28                | 21                | 4                 | 98                | 1                 | 21                | –                 | Oddinary                                 |
| 2022                                                      | „Mixtape: Time Out”                      | –                 | –                 | –                 | –                 | –                 | –                 | 4                 | –                 | –                 | 5-Star                                   |
| 2022                                                      | „Case 143”                               | 20                | –                 | 20                | 14                | 10                | –                 | 1                 | 59                | –                 | Maxident                                 |
| 2023                                                      | „S-Class” (특)                           | 34                | 96                | 10                | 8                 | 8                 | 100               | 2                 | 24                | –                 | 5-Star                                   |
| 2023                                                      | „Lalalala” (락 (樂))                     | 6                 | 65                | 8                 | 9                 | 8                 | 44                | 1                 | 10                | 90                | Rock-Star                                |
| 2024                                                      | „Lose My Breath” (z Charlie Puth)        | –                 | –                 | 23                | 27                | 13                | 97                | –                 | 35                | 90                | –                                        |
| 2024                                                      | „Chk Chk Boom”                           | 23                | 55                | 11                | 12                | 1                 | 30                | 1                 | 10                | 49                | Ate                                      |
| Japońskie                                                 |                                          |                   |                   |                   |                   |                   |                   |                   |                   |                   |                                          |
| 2020                                                      | „All In”                                 | –                 | –                 | –                 | 67                | –                 | –                 | 21                | –                 | –                 | All In                                   |
| 2021                                                      | „Scars”                                  | –                 | –                 | 2                 | 2                 | –                 | –                 | 7                 | –                 | –                 | The Sound                                |
| 2022                                                      | „Your Eyes”                              | –                 | –                 | –                 | 68                | –                 | –                 | –                 | –                 | –                 | Circus                                   |
| 2022                                                      | „Circus”                                 | –                 | –                 | 43                | 47                | 29                | –                 | –                 | –                 | –                 | Circus                                   |
| 2023                                                      | „The Sound”                              | –                 | –                 | 26                | 34                | –                 | –                 | 11                | –                 | –                 | The Sound                                |
| 2023                                                      | „Super Bowl”                             | –                 | –                 | –                 | 56                | 24                | –                 | –                 | –                 | –                 | Social Path / Super Bowl (Japanese Ver.) |
| 2023                                                      | „Social Path” (z Lisa)                   | –                 | –                 | 27                | 27                | 29                | –                 | –                 | –                 | –                 | Social Path / Super Bowl (Japanese Ver.) |
| „–” oznacza, że singiel nie był notowany na danej liście. |                                          |                   |                   |                   |                   |                   |                   |                   |                   |                   |                                          |

### Pozostałe utwory notowane
| Rok                                                       | Tytuł                               | Najwyższa pozycja | Najwyższa pozycja | Najwyższa pozycja | Najwyższa pozycja | Album                                        |
| Rok                                                       | Tytuł                               | Circle            | JAP Hot           | NZ Hot            | US World          | Album                                        |
| --------------------------------------------------------- | ----------------------------------- | ----------------- | ----------------- | ----------------- | ----------------- | -------------------------------------------- |
| 2020                                                      | „Slump”                             | –                 | –                 | –                 | 17                | Go Live i All In                             |
| 2020                                                      | „The Tortoise and the Hare”         | –                 | –                 | –                 | 20                | In Life                                      |
| 2020                                                      | „B Me”                              | –                 | –                 | –                 | 15                | In Life                                      |
| 2020                                                      | „Any” (아니)                        | –                 | –                 | –                 | 13                | In Life                                      |
| 2020                                                      | „Ex” (미친 놈)                      | –                 | –                 | –                 | 17                | In Life                                      |
| 2020                                                      | „We Go”                             | –                 | –                 | –                 | 10                | In Life                                      |
| 2020                                                      | „Wow"”                              | –                 | –                 | –                 | 12                | In Life                                      |
| 2020                                                      | „My Universe”                       | –                 | –                 | –                 | 21                | In Life                                      |
| 2021                                                      | „Wolfgang”                          | 138               | –                 | –                 | 4                 | Kingdom <Final: Who Is the King? i Noeasy    |
| 2021                                                      | „Cheese”                            | –                 | –                 | –                 | 14                | Noeasy                                       |
| 2021                                                      | „Domino”                            | –                 | –                 | –                 | 11                | Noeasy                                       |
| 2021                                                      | „Ssick” (씩)                        | –                 | –                 | –                 | 22                | Noeasy                                       |
| 2021                                                      | „The View”                          | –                 | –                 | –                 | 18                | Noeasy                                       |
| 2021                                                      | „Sorry, I Love You” (좋아해서 미안) | –                 | –                 | –                 | 24                | Noeasy                                       |
| 2021                                                      | „Red Lights” (강박)                 | –                 | –                 | –                 | 13                | Noeasy                                       |
| 2021                                                      | „Call”                              | –                 | 93                | –                 | –                 | Scars / Thunderous (Japanese ver.)           |
| 2022                                                      | „Venom” (거미줄)                    | –                 | –                 | 26                | 7                 | Oddinary                                     |
| 2022                                                      | „Charmer”                           | –                 | –                 | 31                | 10                | Oddinary                                     |
| 2022                                                      | „Freeze” (땡)                       | –                 | –                 | 36                | 14                | Oddinary                                     |
| 2022                                                      | „Heyday”                            | –                 | –                 | –                 | 13                | Street Man Fighter Original Vol.4 Crew Songs |
| 2022                                                      | „3Racha”                            | –                 | –                 | 24                | 13                | Maxident                                     |
| 2022                                                      | „Taste”                             | –                 | –                 | 23                | 9                 | Maxident                                     |
| 2023                                                      | „There”                             | –                 | 54                | –                 | –                 | The Sound                                    |
| 2023                                                      | „Hall of Fame” (위인전)             | –                 | –                 | –                 | 11                | 5-Star                                       |
| 2023                                                      | „Item”                              | –                 | –                 | 26                | 15                | 5-Star                                       |
| 2023                                                      | „Super Bowl”                        | –                 | –                 | 24                | 13                | 5-Star                                       |
| 2023                                                      | „Topline” (z Tiger JK)              | –                 | –                 | 19                | 8                 | 5-Star                                       |
| „–” oznacza, że singiel nie był notowany na danej liście. |                                     |                   |                   |                   |                   |                                              |